# Christian Ramsebner
Christian Ramsebner, (sinh 26 tháng 3 năm 1989) là một cầu thủ bóng đá Áo đang thi đấu cho LASK Linz với vị trí hậu vệ.